# الکس ون وارمردم

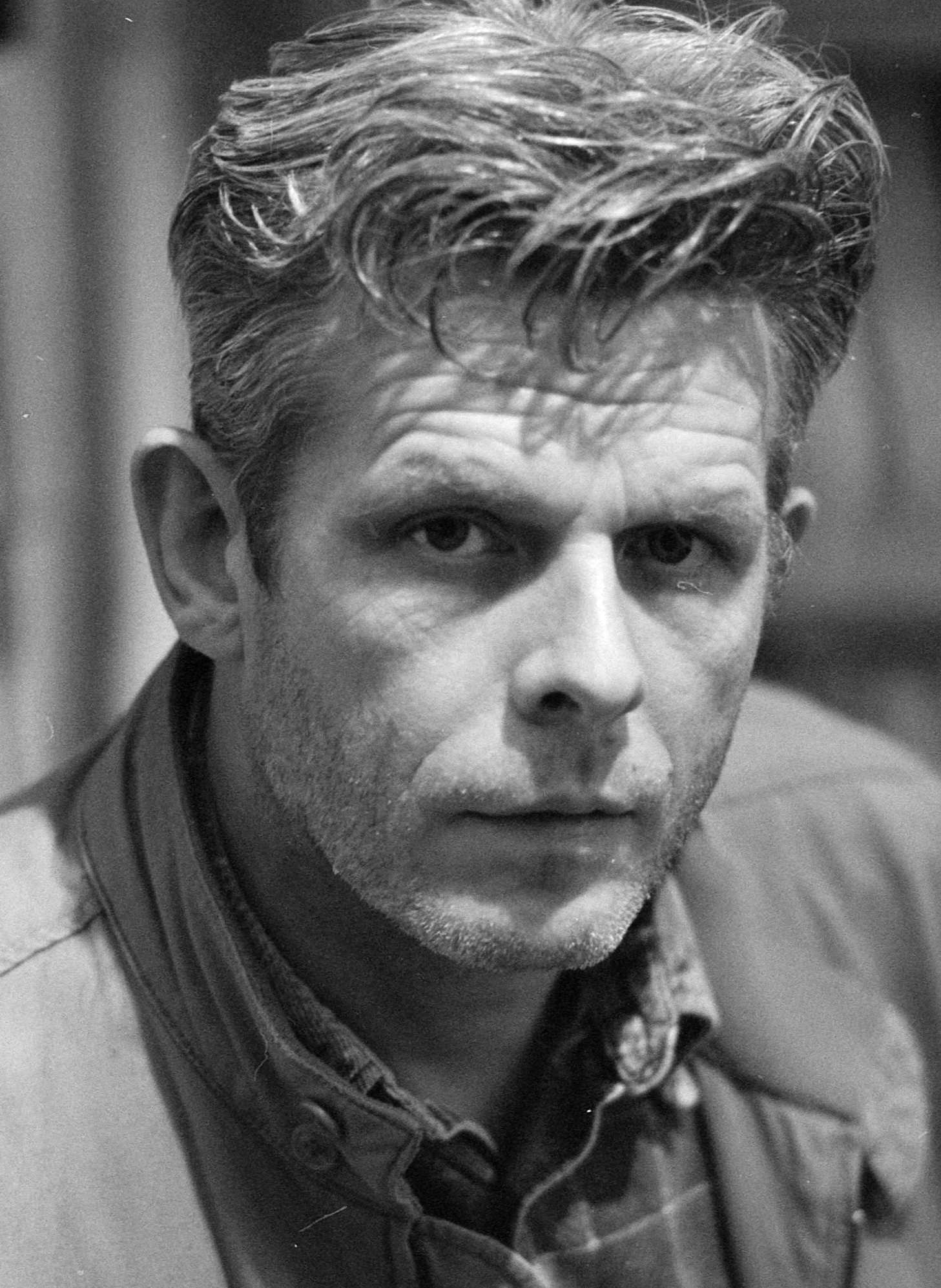
الکس ون وارمردم در سال 1996

الکس ون وارمردم (هلندی: Alex van Warmerdam؛ زادهٔ ۱۴ اوت ۱۹۵۲) نویسنده، کارگردان فیلم، هنرپیشه اهل پادشاهی هلند است.
از فیلم‌ها یا برنامه‌های تلویزیونی که وی در آن نقش داشته‌است می‌توان به هابیل اشاره کرد.